# LDAC (còdec)
LDAC és una tecnologia de codificació d'àudio patentada desenvolupada per Sony, que permet transmetre àudio d'alta resolució mitjançant connexions Bluetooth de fins a 990 kbps a 24 bits/96 kHz. L'utilitzen diversos productes, com ara auriculars, auriculars, telèfons intel·ligents, reproductors multimèdia portàtils, altaveus actius i cinema a casa.
El codificador de LDAC és de codi obert sota la llicència Apache 2.0, de manera que qualsevol dispositiu es pot codificar per transmetre fluxos LDAC sense problemes de patent o llicència. El disseny del descodificador segueix sent propietari.

## Codificació d'àudio
LDAC és una alternativa al còdec SBC de Bluetooth SIG. Els seus principals competidors són l'aptX-HD / aptX Adaptive de Qualcomm i el LHDC de HWA Union / Savitech.
LDAC utilitza un tipus de compressió amb pèrdues utilitzant un esquema de codificació híbrid basat en la transformada de cosinus discret modificada i la codificació Huffman per proporcionar una compressió de dades més eficient. De manera predeterminada, la configuració de la taxa de bits d'àudio LDAC s'estableix en Millor esforç, que canvia entre 330/660/990 kbps en funció de la força de la connexió. Tanmateix, la taxa de bits i la resolució d'àudio es poden ajustar manualment a Linux (quan s'utilitza PipeWire), algunes plataformes Android (que generalment requereixen accés al menú "Configuració del desenvolupador") i els telèfons intel·ligents i dispositius Walkman propis de Sony a les següents relacions; 330/660/990 kbps a 96/48 kHz i 303/606/909 kbps a 88,2/44,1 kHz amb una profunditat de 24 o 16 bits.
A partir d'⁣Android 8.0 "Oreo⁣", LDAC forma part del projecte de codi obert d'Android, que permet a tots els OEM integrar aquest estàndard als seus propis dispositius Android lliurement. La biblioteca de codificadors és de codi obert i la implementació per a Linux ja està present a bluez-alsa, pulseaudio-modules-bt, i al mòdul bluez5 de PipeWire. Està disponible a Fedora amb RPM Fusion des de Fedora 30. Tanmateix, la biblioteca del descodificador és propietat, de manera que els dispositius receptors requereixen llicències.
El 17 de setembre de 2019, la Japan Audio Society (JAS) va certificar LDAC amb la seva certificació Hi-Res Audio Wireless. Actualment, els únics còdecs amb la certificació de Hi-Res Audio Wireless són LDAC i LHDC.